# Europese kampioenschappen baanwielrennen 2013
De Europese kampioenschappen baanwielrennen 2013 waren een editie van de Europese kampioenschappen baanwielrennen georganiseerd door de UCI. Ze werden van 18 t/m 20 oktober 2013 gehouden op de wielerbaan Omnisport in het Nederlandse Apeldoorn.

## Medaillewinnaars

### Mannen
| Onderdeel     | Goud                                                                | Zilver                                                          | Brons                                                           |
| ------------- | ------------------------------------------------------------------- | --------------------------------------------------------------- | --------------------------------------------------------------- |
| Sprint        | Denis Dmitrjev                                                      | Robert Förstemann                                               | Jason Kenny                                                     |
| Teamsprint    | Duitsland René Enders Robert Förstemann Maximilian Levy             | Frankrijk Grégory Baugé Michaël D'Almeida François Pervis       | Rusland Denis Dmitrjev Andrey Kubeev Pavel Jakoesjevski         |
| Keirin        | Maximilian Levy                                                     | Jason Kenny                                                     | François Pervis                                                 |
| Omnium        | Viktor Manakov 14 pt                                                | Tim Veldt 29 pt                                                 | Martyn Irvine 40 pt                                             |
| Achtervolging | Verenigd Koninkrijk Owain Doull Steven Burke Ed Clancy Andy Tennant | Rusland Artur Eshov Ivan Kovalev Evgeny Kovalev Aleksandr Serov | Nederland Tim Veldt Dion Beukeboom Roy Eefting Jenning Huizenga |
| Puntenkoers   | Elia Viviani                                                        | Thomas Boudat                                                   | Eloy Teruel                                                     |
| Koppelkoers   | Italië Elia Viviani Liam Bertazzo                                   | Spanje David Muntaner Albert Torres                             | België Kenny De Ketele Gijs Van Hoecke                          |

### Vrouwen
| Onderdeel     | Goud | Zilver                                                                             | Brons                                                                                |
| ------------- | --- | ---------------------------------------------------------------------------------- | ------------------------------------------------------------------------------------ |
| Sprint        | Kristina Vogel                                                                                           | Elis Ligtlee                                                                       | Jessica Varnish                                                                      |
| Teamsprint    | Rusland Elena Brejniva Olga Stretsova                                                                    | Duitsland Kristina Vogel Miriam Welte                                              | Verenigd Koninkrijk Jessica Varnish Becky James                                      |
| Keirin        | Elis Ligtlee                                                                                             | Kristina Vogel                                                                     | Virginie Cueff                                                                       |
| Omnium        | Laura Trott 15 pt (w)                                                                                    | Kirsten Wild 15 pt                                                                 | Jolien D'Hoore 18 pt                                                                 |
| Achtervolging | Verenigd Koninkrijk Laura Trott Joanna Rowsell (k) Dani King Elinor Barker Katie Archibald 4:26.453 (WR) | Polen Katarzyna Pawłowska Eugenia Bujak Małgorzata Wojtyra Edyta Jasińska 4:35.957 | Rusland Aleksandra Chekina Evgenia Romanyuta Goelnaz Badikova Maria Mishina 4:36.491 |
| Puntenkoers   | Kirsten Wild 15 pt                                                                                       | Dani King 14 pt                                                                    | Leire Olabierra 13 pt                                                                |

- (k) = reed alleen in de kwalificatie
- (w) = heeft hetzelfde aantal punten als nummer 2 Kirsten Wild, maar won op een tijdsverschil van 3/10 sec.
- (WR) = wereldrecord

## Medaillespiegel
| Plaats | Land                | Goud | Zilver | Brons | Totaal |
| 1      | Duitsland           | 3    | 3      | 0     | 6      |
| 2      | Verenigd Koninkrijk | 3    | 2      | 3     | 8      |
| 3      | Rusland             | 3    | 1      | 2     | 6      |
| 4      | Nederland           | 2    | 3      | 1     | 6      |
| 5      | Italië              | 2    | 0      | 0     | 2      |
| 6      | Frankrijk           | 0    | 2      | 2     | 4      |
| 7      | Spanje              | 0    | 1      | 2     | 3      |
| 8      | Polen               | 0    | 1      | 0     | 1      |
| 9      | België              | 0    | 0      | 2     | 2      |
| 10     | Ierland             | 0    | 0      | 1     | 1      |
| Totaal | Totaal              | 13   | 13     | 13    | 39     |